# Биологичен детерминизъм
Биологичният детерминизъм е хипотеза, според която биологични фактори (например индивидуалните гени на организма), за разлика от социални или фактори на околната среда, напълно определят как една система се държи или се променя през времето. Според биологичния детерминизъм вродените фактори, като генотипа, определят поведението на даден човек, например неговата полова ориентация, извършването на убийство или писането на поезия.
Много малко учени напълно поддържат в най-крайна форма тезата на биологичния детерминизъм, но някои смятат, че биологичните фактори са основно определящи за една система в нормални условия на околната среда. Биологичният детерминизъм е използван, за да обяснява основни инстинкти като пилетата, които следват майка си, или бебета, плачещи за храна.
Биологичния детерминизъм е опониращ на идеята за социалния детерминизъм.